# Daniel Schommer
Daniel Schommer (* 21. August 1981 in Saarbrücken) ist ein ehemaliger deutscher Fußballspieler.

## Karriere
Schommer spielte beim 1. FC Saarbrücken meist in der zweiten Mannschaft. Am 34. Spieltag der Zweitligasaison 2000/01 kam Schommer in der 88. Spielminute für Leontin Grozavu zu seinem einzigen Profieinsatz in seiner Karriere. 2002 verließ er Saarbrücken und wechselte zur SV 07 Elversberg. Bei Elversberg schaffte Schommer es nicht, sich für eine längere Zeit in der Stammformation zu halten. So brachte er es in fünf Jahren auf nur 68 Einsätze. 
In der Sommerpause 2007 wechselte er ablösefrei zum damaligen Oberligisten SV Waldhof Mannheim, mit dem der Linksverteidigerer am Ende der Saison 2007/08 in die Regionalliga aufstieg. Dort stand er noch ein weiteres Jahr bei den Mannheimern unter Vertrag, ohne zum Einsatz zu kommen.
Zur Saison 2009/10 wechselte Schommer zu Borussia Neunkirchen in die Oberliga Südwest. Nach zwei Spielzeiten heuerte beim Saarlandligisten FSV Viktoria Jägersburg an. Am Ende der Saison 2014/15 stieg er mit seiner Mannschaft in die Oberliga Rheinland-Pfalz/Saar auf. Im Jahr 2017 beendete er seine Laufbahn.